# Thundorf (Turgóvia)
Thundorf [ˈtuːndɔrf] (no dialeto indígeno: [ˈtuəndɔrfː] ou [ˈtuəndərəfː]) é uma comuna da Suíça, no Cantão Turgóvia, com cerca de 1.260 habitantes. Estende-se por uma área de 15,6 km², de densidade populacional de 76 hab/km². Confina com as seguintes comunas: Affeltrangen, Amlikon-Bissegg, Felben-Wellhausen, Frauenfeld, Hüttlingen, Lommis, Matzingen, Stettfurt.
A língua oficial nesta comuna é o Alemão.